# Expiremont
Expiremont és un municipi francès situat al departament del Charente Marítim i a la regió de la Nova Aquitània. L'any 2017 tenia 127 habitants.

## Demografia
El 2007 la població de fet era de 117 persones que vivien a 55 habitatges.

## Economia
El 2007 la població en edat de treballar era de 69 persones. El 2007 hi havia una empresa de construcció i dues de serveis.
L'any 2000 a hi havia vuit explotacions agrícoles.